# Cajaninae
Sous-tribu
Les Cajaninae sont une sous-tribu de plantes à fleurs de la famille des Fabaceae, de la sous-famille des Faboideae et de la tribu des Phaseoleae.
Le genre type est Cajanus Adans.

## Liste des genres
- Adenodolichos
- Bolusafra
- Cajanus
- Carrissoa
- Chrysoscias
- Dunbaria
- Eriosema
- Flemingia
- Paracalyx
- Rhynchosia